# كين كامبرلاند
كين كامبرلاند (بالإنجليزية: Kenneth Brailey Cumberland)‏ هو جغرافي نيوزيلندي، ولد في 1 أكتوبر 1913 في برادفورد في المملكة المتحدة، وتوفي في 17 أبريل 2011 في Manurewa ‏ في نيوزيلندا. له دور بارز في تدريس علم الجغرافيا الطبيعية.